# Schloss Barbing

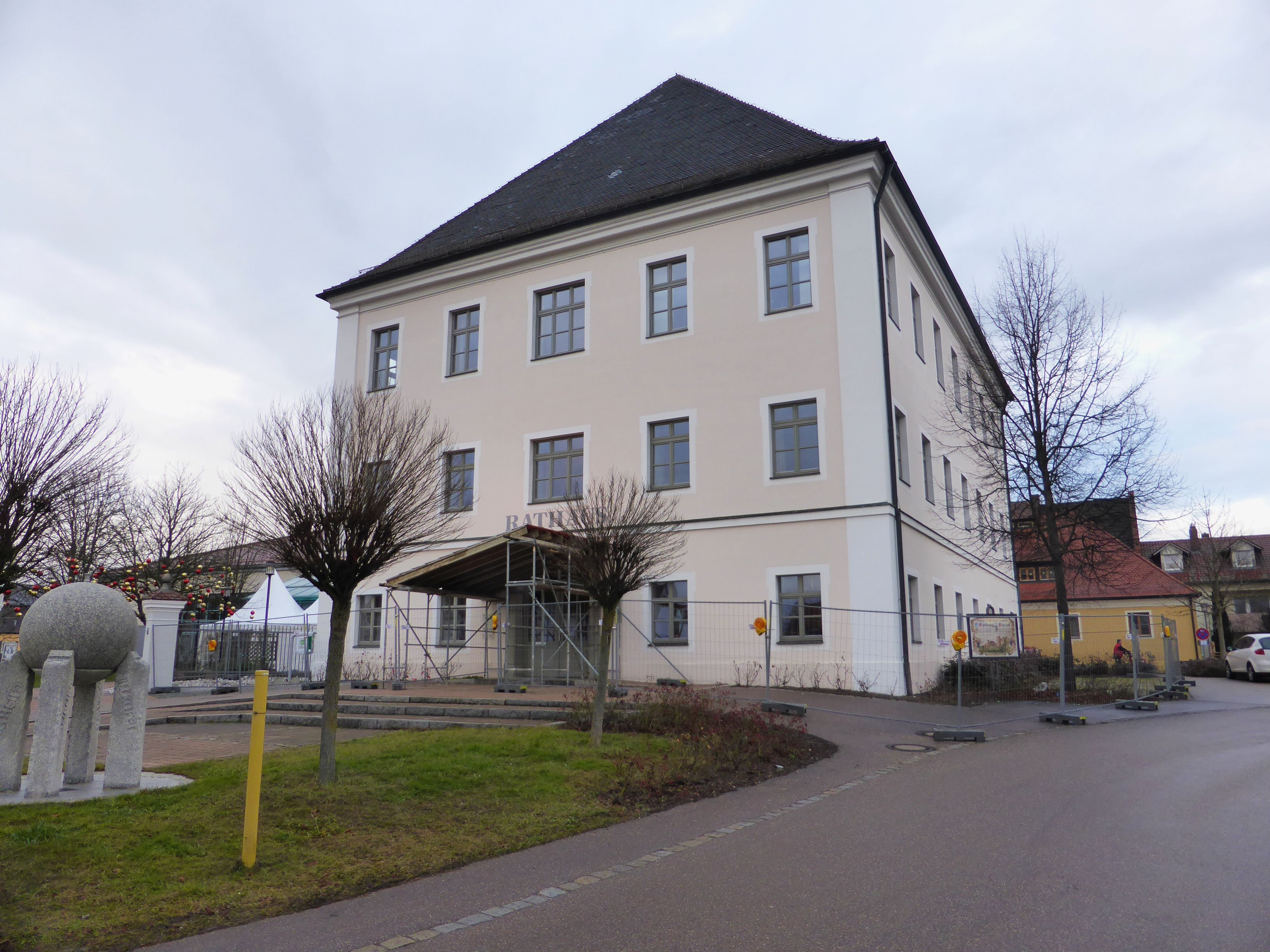
Schloss Barbing (heute Rathaus)

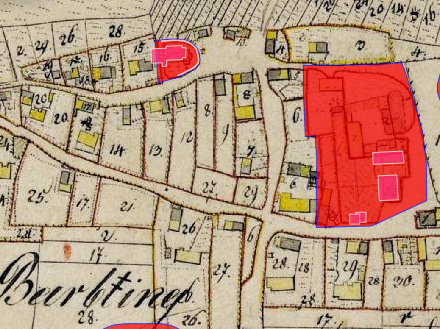
Lageplan des Schlosses Barbing auf dem Urkataster von Bayern

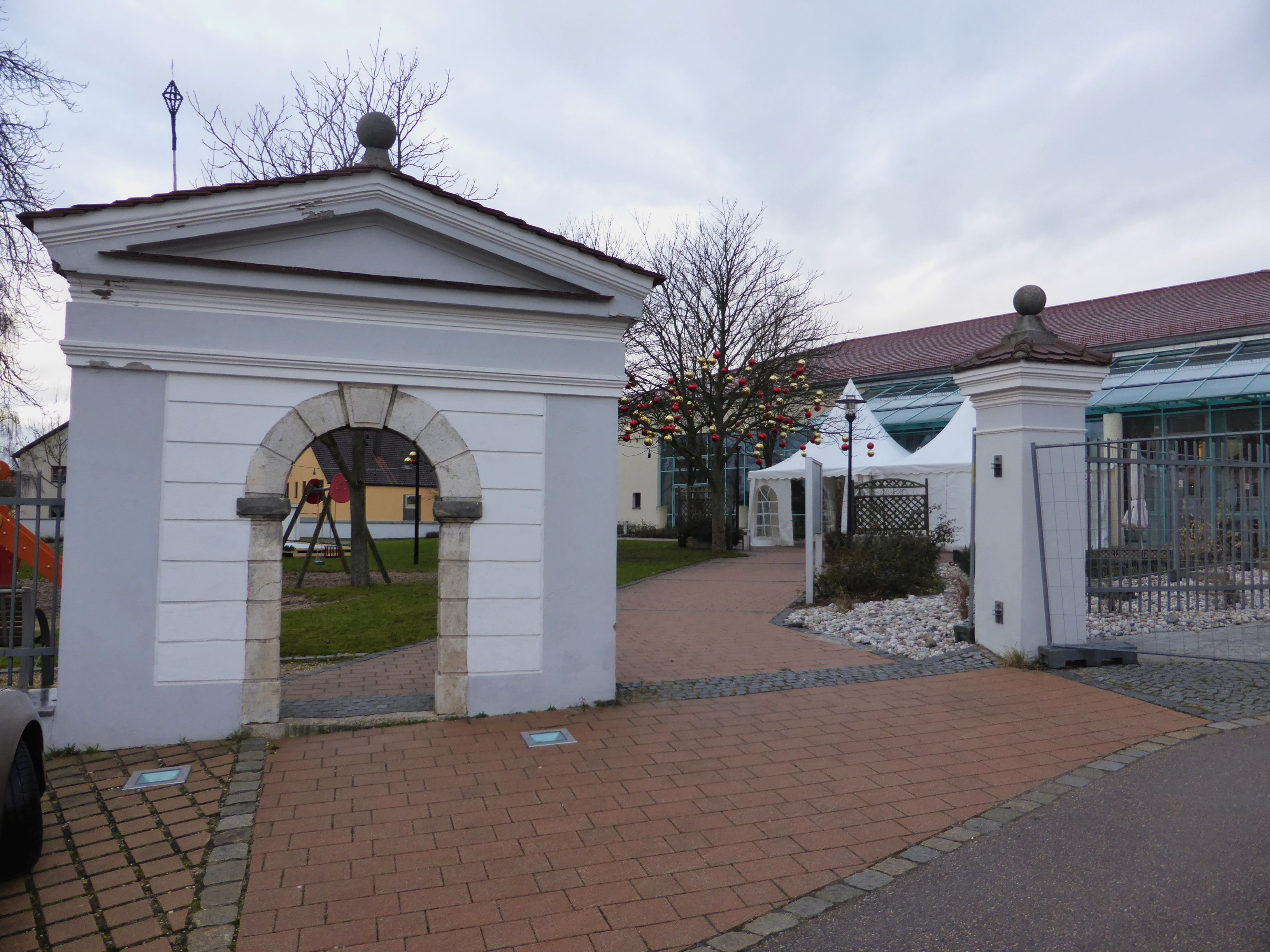
Nebengebäude von Schloss Barbing (heute Rathaus-Restaurant)

Das Schloss Barbing ist ein denkmalgeschütztes Gebäude in der Kirchstraße 1 der Gemeinde Barbing im bayerischen Landkreis Regensburg, das heute als Rathaus der Gemeinde genutzt wird. Es ist unter der Aktennummer D-3-75-117-1 als Baudenkmal verzeichnet. „Archäologische Befunde im Bereich des ehem. Schlosses von Barbing, zuvor mittelalterliche Burg“ werden zudem als Bodendenkmal unter der Aktennummer D-3-6939-0066 geführt.

## Geschichte
Um Mitte des 12. Jahrhunderts wurden erstmals die Edelherren von Barbing erwähnt. Für 1344 ist die Existenz einer Niederungsburg bezeugt. Nach 1487 ging die Burg in den Besitz des Hochstifts Regensburg über. Im Dreißigjährigen Krieg zerstört, erfolgte 1648 ein Wiederaufbau. Um 1770 wurde die bisherige Anlage zum Schloss umgebaut. König Ludwig I. überließ das Schloss dem Regensburger Bischof Johann Michael Sailer, der es in den Jahren von 1826 bis 1832 als Sommersitz nutzte. Später gehörte das Schloss den Fürsten von Thurn und Taxis. Heute wird es als Rathaus der Gemeinde Barbing genutzt.

## Gebäude
Das Gebäude ist ein dreigeschossiger Walmdachbau mit rustiziertem Rundbogenportal aus der zweiten Hälfte des 18. Jahrhunderts und einer Fassade mit Eckpilastern. Am Treppenaufgang befindet sich ein Allianzwappen von Pfalz-Neuburg und dem Hochstift Regensburg. Die barocke Gartenumfriedung besteht aus Pfeilern mit profilierten Deckplatten und rustiziertem Tor mit Dreiecksgiebel. Der ebenfalls barocke Gartenpavillon im ehemaligen Schlosspark ist ein Zeltdachbau mit Eckrustika. Der ehemalige Stall ist ein eingeschossiger und dreischiffiger Walmdachbau mit Aufzugsgaube von 1850 und wird jetzt als Bibliothek genutzt.